# Джонс, Хлоя
Хло́я Джо́нс (англ. Chloe Jones, настоящее имя — Мели́нда Ди Джо́нс англ. Melinda Dee Jones; 17 июня 1975, Силсби, Техас, США — 2 июня 2005, Хьюстон, Техас, США) — американская порноактриса
 и фотомодель.

## Биография
Мелинда Ди Джонс родилась 17 июня 1975 года в Силсби (штат Техас, США), став младшей из трёх дочерей в семье Донны Джонс и её мужа. Отец Мелинды погиб в ДТП в 1982 году в 29-летнем возрасте. У неё было две старших сестры — Мишель Барклай (род. 1971) и Мелани Холден (род. 1973). К 1989 году, когда она встретила своего будущего мужа Джейсона Дэвида Старрока, Джонс дважды предприняла попытку самоубийства.
В 1991 году, после двух лет отношений, 16-летняя Мелинда вышла замуж за Джейсона Дэвида Старрока, брак с которым окончился разводом двумя годами позже в декабре 1993 года.
После окончания средней школы в 1994 году, Мелинда становится фотомоделью журнала «Playboy». В 1998 году Джонс снялась для журнала «Penthouse». В 2001—2004 годы она работала в порноиндустрии. В начале своей карьеры взяла псевдоним Хлоя Джонс.
В 1996 году Джонс вышла замуж во второй раз за порноактёра Майкла Скорпио. В том же году у них родилась дочь Хлоя Блю, а в 1997 году сыновья-близнецы — Остан Уильям и Тристан Майкл.
В 2003 году супруги расстались, но официально разведены никогда не были.
Хлоя попыталась совершить попытку суицида в 1988 году, подверглась насилию в 1996 году, находилась в клинике по реабилитации в 2003, была задержана в состоянии опьянения за рулём в марте 2005 года, в её жизни присутствовали такие факторы риска как курение, эпилепсия и лейкемия (последние два диагноза подвергались сомнению со стороны её семьи, считавших, что она таким образом пыталась привлечь к себе внимание). Считала, что умрёт, не дожив до 30 лет, как и её отец. Однажды Джонс потеряла сознание после принятия наркотиков и алкоголя. Чуть позже, после госпитализации, ей сообщили, что её печень прекратила функционировать. Ей нужна была пересадка и она была поставлена в список ожидания. Последний бойфренд и жених Хлои, Крис Мигес, был последним, кто видел её живой. Когда он проснулся на рассвете 4 июня 2005 года, он заметил, что Хлоя выглядит странно и решил проверить её пульс, которого уже не было, но она всё ещё была теплой. Мигес вызвал скорую помощь, которая прибыла 45 минут спустя и констатировала смерть Джонс, которая не дожила 2 недели до своего 30-летнего юбилея. Известно, что актриса постоянно употребляла наркотическое обезболивающее викодин, который, возможно, ускорил её смерть. Ей было 29 лет, столько же, сколько и её отцу на момент его гибели. Была похоронена в «Woodlawn Garden of Memories».